# Кумыш (Карачаево-Черкесия)
Кумыш (карач.-балк. Къумуш) — аул в Карачаевском районе Республики Карачаево-Черкесия.
Образует муниципальное образование Кумышское сельское поселение как единственный населённый пункт в его составе.
Кумыш состоит из 940 дворов и 24 улиц. Расположен между Скалистым хребтом и Кумышскими горами, на левом берегу реки Кубань, на высоте 762 м над уровнем моря.

## История

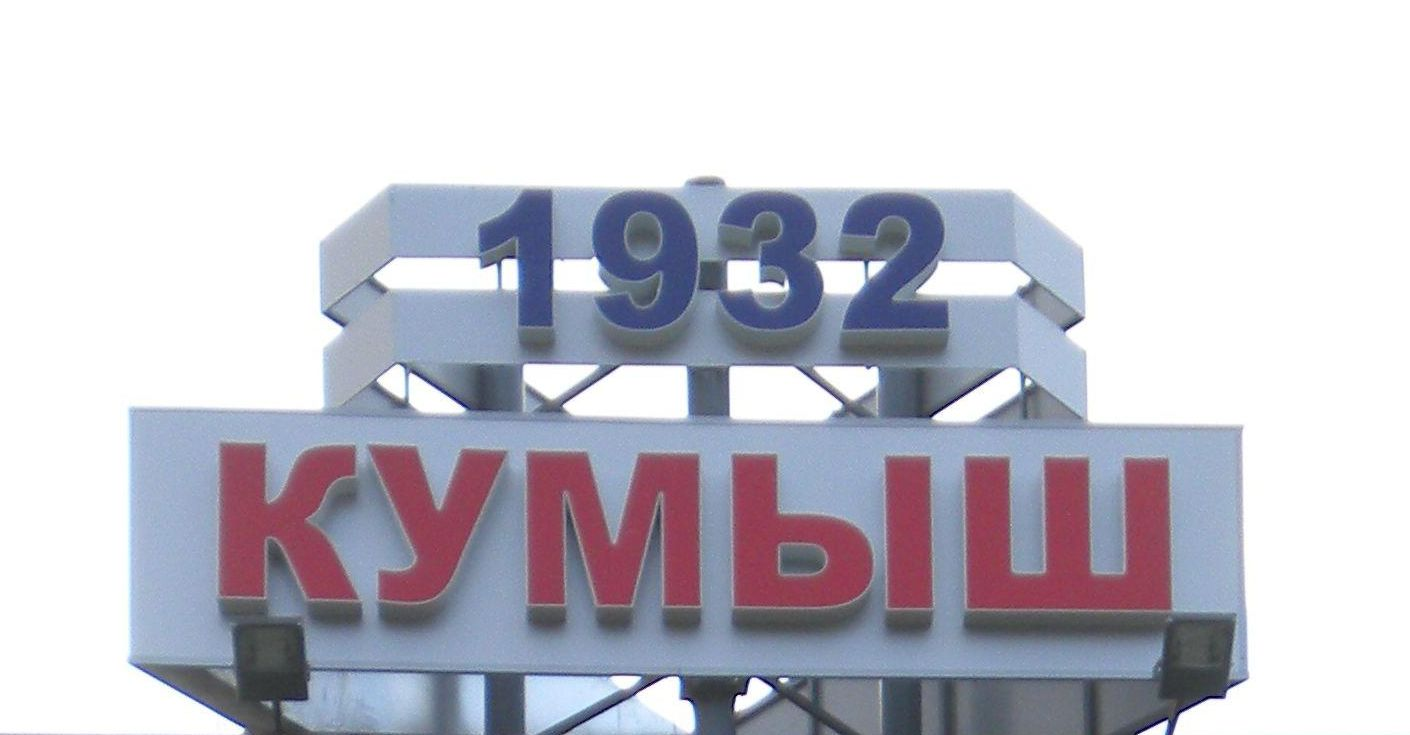
Указатель на северном въезде в аул.

Кумыш был образован карачаевцами в 1932 году, в том же году был создан сельский совет. Позднее был образован совхоз им. Сталина.
В 1957 году указом Президиума Верховного Совета РСФСР село Предгорное переименовано в аул Кумыш.

## Население
| 1970  | 2002  | 2010  | 2012  | 2013  | 2014  | 2015  |
| ----- | ----- | ----- | ----- | ----- | ----- | ----- |
| 3312  | ↗4287 | ↗4896 | ↗4936 | ↗5105 | ↗5162 | ↗5177 |
| 2016  | 2017  | 2018  | 2019  | 2020  | 2021  | 2023  |
| ↗5192 | ↗5222 | ↘5211 | ↗5225 | ↘5217 | ↘5123 | ↗5127 |
| 2024  | 2025  |       |       |       |       |       |
| ↗5150 | ↗5154 |       |       |       |       |       |

Национальный состав (2002):
- карачаевцы — 99,2 %,
- другие национальности — 0,8 %.

Численность населения на 2016 год — 5 192 чел.

## Известные люди
- Асхаков Солтан Хаджи-Исламович (1943) — учёный-социолог; в течение 20 лет был деканом исторического факультета КЧГУ; за совокупность работ, их место и значимость в обществе в 1995 году Асхаков С.И. был избран действительным членом Нью-Йоркской академии, в том же году - профессором кафедры политологии и социологии КЧГУ. Автор более 150 научных трудов общим объемом более 200 п.л., включая книгу под грифом Минобр. и науки РФ «Методика и техника социологического исследования»; Социальные аспекты жизни общества / Изд-во КЧГУ, 2013. - 244с.; «Исторические сведения о карачаево-балкарском этносе в трудах зарубежных и российских авторов, - Невинномысск. 2013. - 180с.; Справочник социального работника /- Ростов н/Д : Феникс, 2014. - 440 с. и др. В 1985 г. МО СССР награжден значком «Отличник просвещения СССР» (приказ № 30-16 от 19.12.1985 г.). В 1995 г. МО РФ объявлена благодарность (приказ № 180-н от 21.12.1995 г.). В 2003 г. за заслуги в области образования награжден нагрудным знаком «Почетный работник высшего профессионального образования РФ» (приказ № 08-954 от 22.12.2003 г.). Федерация независимых профсоюзов России наградила его юбилейной медалью «100 лет профсоюзам России» (25 апреля 2007 г. ). За значительный вклад в обучение и воспитание молодежи Президиум Народного Собрания (Парламент) КЧР наградил 22 июня 2011 г. № 128 и 4 июня 2013 г. № 156 Почетной грамотой. Мастер спорта СССР по тяжёлой атлетике, призер чемпионата СССР среди военных учебных заведений[21][22].
- Бадахов Хамзат Ибраевич (1917-1996) — работник образования; преподаватель, с 1962 по 1967 год - декан физико-математического факультета Карачаево-Черкесского государственного педагогического института (ныне - КЧГУ); кандидат физико-математических наук; участник Великой Отечественной войны, Герой Российской Федерации[21].
- Байчоров Борис Ибрагимович (1939) — работник здравоохранения; заслуженный врач РСФСР, хирург высшей категории, кавалер "Ордена Гиппократа", отличник здравоохранения СССР; кандидат медицинских наук[21].
- Байчоров Бинегер (Умар) Ахматович (1994) — спортсмен; мастер спорта России по вольной борьбе.
- Батдыев Разбий Добаевич (1938-1980) — литератор; поэт. Автор сборника стихотворений на карачаево-балкарском языке "Ай джарыкъ" ("Лунный свет") (1979), некоторые из которых также представлены в "Антологии карачаевской поэзии" (2006). Автор слов ряда песен на карачаево-балкарском языке[21].
- Батчаев Анзор Муниаминович — учёный-геофизик, кандидат физико-математических наук. Научный сотрудник Института физики атмосферы имени А. М. Обухова РАН.[22]
- Батчаев Даут Хаджаевич (Даууд апенди) (1902/1904-1991) — известный в Карачае религиозный деятель, бывший имам аула Кумыш.[22]
- Батчаева Кулистан Хаджи-Сеитовна (1952) — работник культуры и образования; певица, композитор, поэт, заслуженный деятель искусств КЧР. Автор музыки известных песен на карачаево-балкарском и русском языках, написанных, как на стихи известных поэтов, так и на стихи собственного сочинения, а также 4-х инструментальных композиций[21].
- Батчаев Магомед Хаджи-Кишиевич (1956) — работник образования; профессор кафедры экономических и финансовых дисциплин КЧГУ, кандидат экономических наук; заместитель декана Факультета экономики и управления по научной работе КЧГУ; Почетный работник высшего профессионального образования РФ[21].
- Батчаев, Муса Хаджикишиевич (1939-1982) — литератор; поэт, прозаик, драматург, фольклорист. Член Союза писателей СССР, лауреат ряда премий. Своими произведениями вывел карачаевскую литературу на новый уровень. Автор слов ряда песен на карачаево-балкарском и русском языках.[22]
- Бостанов Магомед Сосранович (1941) — работник культуры и образования; художник-живописец, член Союза художников России, доцент, с 1997 по н. в. - заведующий кафедрой рисунка художественно-графического факультета КЧГУ, отличник просвещения.[22]
- Гербеков Солтан Мамурашевич (1910-1992) - кавалер Ордена Ленина, дважды лауреат ВДНХ, делегат 22 съезда КПСС, работал директором совхоза Кумышский, после -управляющим одного из отделений.[22]
- Кечеруков Аламат Ибрагимович (1943-2007) — работник здравоохранения и образования; хирург-колопроктолог, заслуженный врач РФ,  хирург высшей категории, доктор медицинских наук, профессор, заведующий кафедрой общей  хирургии Тюменской государственной медицинской академии (1996-2007), президент Ассоциации хирургов Тюменской области (1999-2007),  главный колопроктолог Департамента здравоохранения Тюменской области (до 2007 года), член проблемной комиссии «Колопроктология» Академии медицинских наук[23].
- Кубеков Билял Тауканович (1939-2011) — литератор, журналист; прозаик, член правления Союза писателей РФ, член Союза журналистов РФ.[22]
- Наурузов Иссали Магометович (1957) — политический деятель, финансист, предприниматель; бывший министр финансов КЧР, генеральный директор ОАО «Недра, заместитель руководителя Управления Федерального казначейства по КЧР.[21][24]
- Токов Альберт Хызырович (1951-2010) — работник культуры; певец, музыкант, композитор, бард; создатель, художественный руководитель и солист фольклорного ансамбля «Эрирей»[21].
- Эркенов Али Ачауович (1939-2015) — работник здравоохранения, религиозный деятель; заслуженный врач РФ, хирург высшей категории; с 1993 по 1998 год - имам города Ставрополя[21].
- Эркенов Хусейн Салаватович (1960) — работник культуры; советский и российский режиссёр, сценарист, продюсер; член Союза кинематографистов России, член Гильдии кинорежиссёров России. Известные фильмы: "Сто дней до приказа" (1990), "Холод" (1991), "Приказано забыть" (2014). Приз «Серебряный Медведь», МКФ в г. Бильбао, Испания (фильм «Колька»). Гран-при, МКФ студенческих фильмов в Москве (фильм «Колька»). Главный приз за режиссуру, МКФ студенческих фильмов в г. Бабельсберг, Германия (фильм «Колька»). Главный приз за лучший короткометражный фильм, кинофестиваль в г. Свердловске (фильм «Колька»). Приз "Хрустальный Глобус", МКФ в г. Карловы Вары, Чехия (фильм «Холод»). 1992 МКФ в Карловых Варах (Гл. приз, фильм "Холод").[22]